# 成長投資

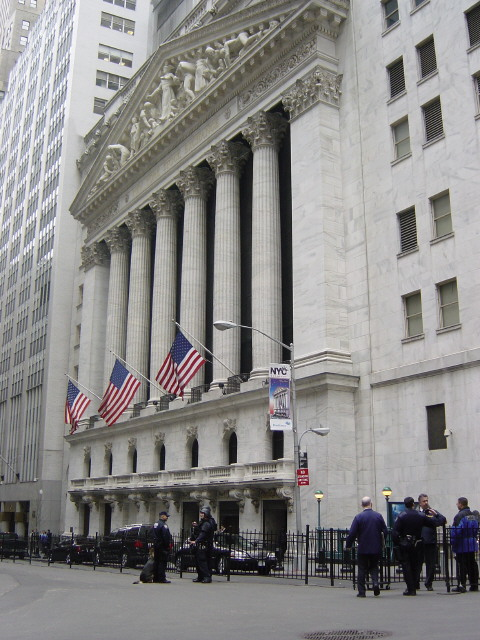
纽约证券交易所

成長投資是投資策略的其中一種，成長投資者投資在有高度成長潛力的公司，即使股票已經有較高的P/E或P/B值，顯示價格已經偏高。許多人會將成長投資與價值投資相比較。

## 公司特徵
- 本益比偏高
- 公司主要將盈餘用於再投資，股利發放的現金殖利率較低
- 投資人主要賺取資本利得[1]

## 與其他投資法關係
成長投資與價值投資並不相衝突，沃伦·巴菲特與彼得·林區都是同時利用成長投資與價值投資的。沃伦·巴菲特曾說：他是百分之十五的菲利普·费雪，百分之八十五的班傑明·葛拉漢。

## 奉行者
- 菲利普·費雪
- 湯瑪士.羅維.普萊斯（英语：Thomas Rowe Price Jr.）
- 凱薩琳·伍德

## 相關題目
- 價值投資

## 外部連結
- 價值投資與成長投資 （页面存档备份，存于）